# Super Bowl LIV
Super Bowl LIV var den 54:e upplagan av Super Bowl, finalmatchen i NFL, för säsongen 2019. Matchen spelades den 2 februari 2020 mellan vinnarna från de respektive konferenserna American Football Conference, Kansas City Chiefs, och National Football Conference, San Francisco 49ers.

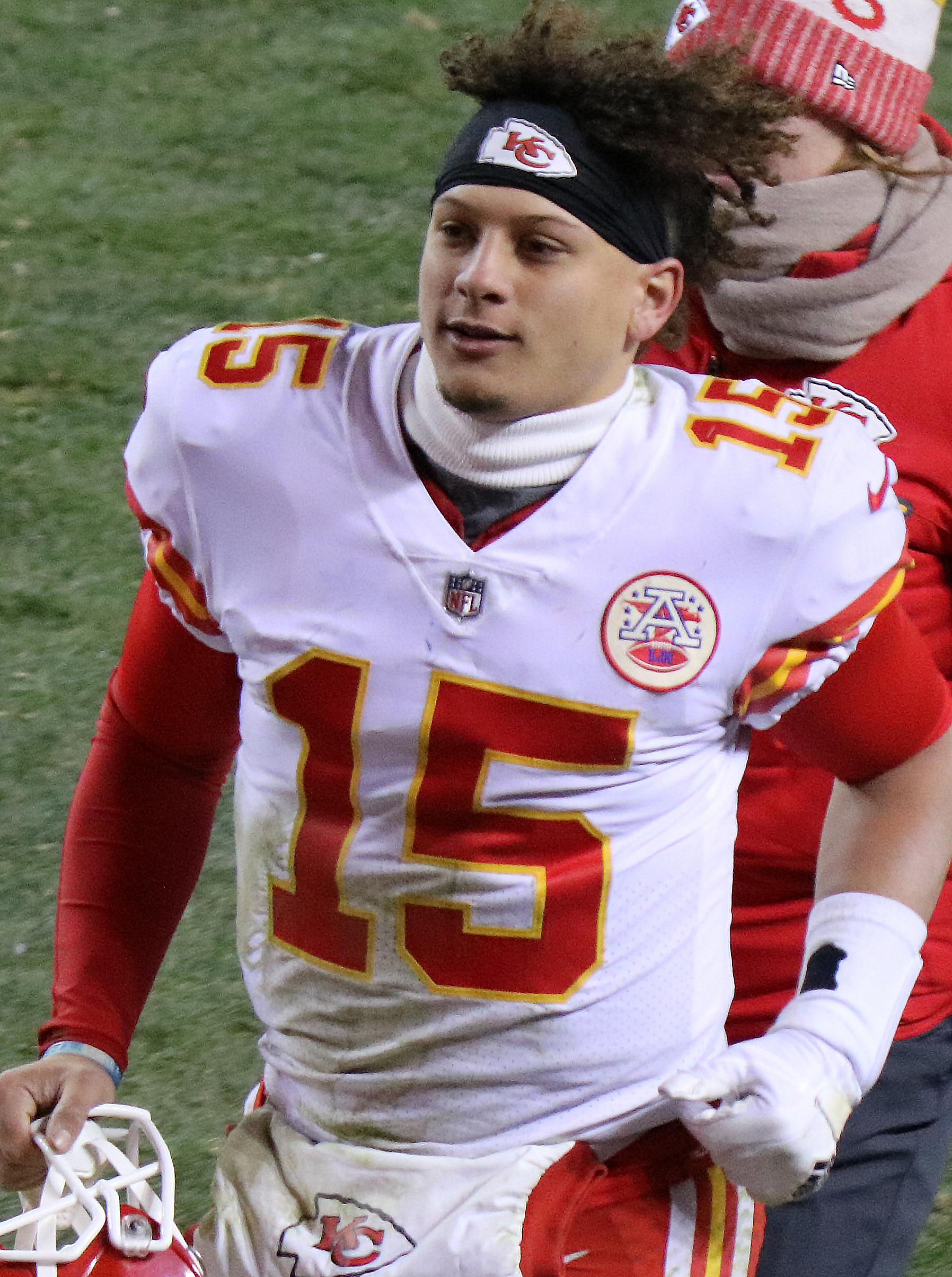
Kansas Citys quarterback, Patrick Mahomes

Kansas City besegrade San Francisco med siffrorna 31-20 och vann Super Bowl för första gången sedan Super Bowl IV. Kansas Citys quarterback Patrick Mahomes vann priset som mest värdefulla spelare, efter att ha lyckats med 26 av 42 passningsförsök för 286 yards, två touchdowns och två passningsbrytningar samt sprungit för 29 yards och en touchdown.
Matchen spelades den 2 februari 2020 på Hard Rock Stadium i Miami Gardens. Detta var den elfte Super Bowl som hölls i Florida-regionen och den sjätte i Miami Gardens, som stod värd för Super Bowl XLIV tio år tidigare. Detta var också endast den tredje Super Bowl sedan 2001 där varken Tom Brady, Peyton Manning eller Ben Roethlisberger deltog.
Den första halvleken var jämn mellan de två lagen och ställningen var 10-10 i halvtid. I den tredje kvarten började San Francisco att dra ifrån, där ett field goal av Robbie Gould och en touchdown av Raheem Mostert gav dem en ledning med 20-10 inför den fjärde kvarten. Under de sista 6:13 av matchen lyckades dock Kansas City göra två touchdowns genom passningar från Mahomes till Travis Kelce och Damien Williams vilket gav Kansas City ledningen strax innan tvåminuters-varningen. Kansas City stoppade sedan San Franciscos anfall, och en sen touchdown av Williams, samt en passningsbrytning av Kendall Fuller cementerade segern för Kansas City.

## Lagen

### San Francisco 49ers
San Francisco 49ers avslutade grundserien 2019 med 13 vinster och 3 förluster, bäst i NFC, under tränare Kyle Shanahan. San Franciscos framgång kom som en överraskning för ligan eftersom man året innan endast vunnit 4 matcher och inte haft en vinnande säsong sedan 2013.
Detta var San Franciscos sjunde Super Bowl och dess första sedan Super Bowl XLVII år 2013, när man förlorade med 34-31 mot Baltimore Ravens. San Franciscos meritlista i Super Bowls var 5-1, och en sjätte vinst hade givit dem en delad förstaplats med New England Patriots och Pittsburgh Steelers som mesta mästare.

### Kansas City Chiefs
Kansas City Chiefs avslutade säsongen 2019 med ett resultat av 12 vinster och 4 förluster under huvudtränare Andy Reid. Säsongen 2019 markerade Kansas Citys fjärde raka divisionstitel i AFC West och sjätte slutspel på sju säsonger under Reid.
Detta var Kansas Citys tredje Super Bowl och dess första sedan sammanslagningen av AFL och NFL 1970. Lagets resultat i tidigare mästerskap var en förlust mot Green Bay Packers i Super Bowl I och en vinst mot Minnesota Vikings i Super Bowl IV.

## Startuppställningar
| San Francisco 49ers | Position | Position | Kansas City Chiefs      |
| Offense             | Offense  | Offense  | Offense                 |
| ------------------- | -------- | -------- | ----------------------- |
| Deebo Samuel        | WR       | WR       | Tyreek Hill             |
| Joe Staley          | LT       | LT       | Eric Fisher             |
| Laken Tomlinson     | LG       | LG       | Stefen Wisniewski       |
| Ben Garland         | C        | C        | Austin Reiter           |
| Mike Person         | RG       | RG       | Laurent Duvernay-Tardif |
| Mike McGlinchey     | RT       | RT       | Mitchell Schwartz       |
| George Kittle       | TE       | TE       | Travis Kelce            |
| Emmanuel Sanders    | WR       | WR       | Sammy Watkins           |
| Jimmy Garoppolo     | QB       | QB       | Patrick Mahomes         |
| Tevin Coleman       | RB       | RB       | Damien Williams         |
| Kyle Juszczyk       | FB       | WR       | Mecole Hardman          |
| Defense             |          |          |                         |
| Nick Bosa           | LDE      | LDE      | Tanoh Kpassagnon        |
| Sheldon Day         | LDT      | LDT      | Chris Jones             |
| DeForest Buckner    | RDT      | RDT      | Derrick Nnadi           |
| Arik Armstead       | RDE      | RDE      | Frank Clark             |
| Fred Warner         | MIKE     | LB       | Anthony Hitchens        |
| Dre Greenlaw        | WILL     | LB       | Damien Wilson           |
| Richard Sherman     | LCB      | LB       | Reggie Ragland          |
| Emmanuel Moseley    | RCB      | LCB      | Charvarius Ward         |
| K'Waun Williams     | NB       | RCB      | Bashaud Breeland        |
| Jimmie Ward         | FS       | FS       | Daniel Sorensen         |
| Jaquiski Tartt      | SS       | SS       | Tyrann Mathieu          |